# Pellezzano
Pellezzano är en ort och kommun i provinsen Salerno i regionen Kampanien i Italien. Kommunen hade 11 101 invånare (2017).